# Патнам Лејк (Њујорк)
Патнам Лејк (енгл. Putnam Lake) насељено је место без административног статуса у америчкој савезној држави Њујорк.

## Демографија
По попису из 2010. године број становника је 3.844, што је 11 (-0,3%) становника мање него 2000. године.
| Група             | 2000.         | 2010.         |
| Белци             | 3.376 (87,6%) | 3.025 (78,7%) |
| Афроамериканци    | 112 (2,9%)    | 147 (3,8%)    |
| Азијати           | 38 (1,0%)     | 66 (1,7%)     |
| Хиспаноамериканци | 267 (6,9%)    | 530 (13,8%)   |
| Укупно            | 3.855         | 3.844         |